# 唐代诗人丛考
《唐代诗人丛考》是中国文史学家傅璇琮在1980年由中华书局出版的一本唐朝32位诗人传记的著作，开启了中国学者对唐代文学的群体研究风气。
本书共有文章27篇，其中将近一半都是写于文革后期，1978年成稿。考证了唐高宗至德宗前期共32位诗人的生平事迹，并对其诗歌进行了评论：
- 杨炯
- 杜审言
- 王翰
- 王湾
- 王之涣
- 崔颢
- 常建
- 李颀
- 王昌龄
- 高适
- 贾至
- 张谓
- 张继
- 李嘉祐
- 刘长卿
- 韦应物
- 刘方平
- 戎昱
- 戴叔伦
- 顾况
- 皇甫冉
- 皇甫曾
- 钱起
- 韩翃
- 卢纶
- 吉中孚
- 苗发
- 崔峒
- 夏侯审
- 耿湋
- 司空曙
- 李端

## 版本
- 初版：1980年1月出版
- 精装版：中华学术精品丛书，2023年5月出版 ISBN 9787101035964